# Unterseeboot 211
Le Unterseeboot 211 (ou  U-211) est un sous-marin allemand (U-Boot) de type VII.C utilisé par la Kriegsmarine (marine de guerre allemande) pendant la Seconde Guerre mondiale

## Historique
Mis en service le 7 mars 1942, l'Unterseeboot 211 reçoit sa formation de base dans la 5. Unterseebootsflottille à Kiel en Allemagne jusqu'au 31 août 1942, où il rejoint la formation de combat de la 9. Unterseebootsflottille à Brest.
Il réalise sa première patrouille, quittant le port de Bergen le 26 août 1942 sous les ordres de l'Oberleutnant zur See Karl Hause. Le 1er septembre 1942, Karl Hause est promu au grade de Kapitänleutnant. Après 43 jours de mer et un palmarès de 3 navires marchands endommagé pour un total de 31 883 tonneaux, l'U-211 rejoint la base sous-marine de Brest qu'il atteint le  7 octobre 1942.
L'Unterseeboot 211 a effectué 5 patrouilles dans lesquelles il a coulé 1 navire de guerre 1 350 tonnes et a endommagé 3 navires marchands de 31 883 tonneaux au cours de 213 jours en mer.
Sa cinquième patrouille le fait quitter le port de Brest le 11 octobre 1943 toujours sous les ordres du Kapitänleutnant Karl Hause. Le 1er novembre 1943, Karl Hause est promu au grade de korvettenkapitän. Après 28 jours en mer, l'U-211 est coulé le 19 novembre 1943 à l'est des Açores dans l'Atlantique Nord à la position géographique de 40° 15′ N, 19° 18′ O par les charges de profondeur lancées d'un bombardier Vickers Wellington britannique (Squadron 179/F). Les 54 membres d'équipage meurent dans cette attaque.

## Affectations
- 5. Unterseebootsflottille du 7 mars au 31 août 1942 (entraînement)
- 9. Unterseebootsflottille du 1er septembre 1942 au 19 novembre 1943 (service actif)

## Commandements
- korvettenkapitän Karl Hause du 7 mars 1942 au 19 novembre 1943

## Patrouilles
|       | Commandant        | Départ            | Départ  | Arrivée           | Arrivée | Jours     | Succès   |
| ----- | ----------------- | ----------------- | ------- | ----------------- | ------- | --------- | -------- |
|       | Oblt. Karl Hause  | 8 août 1942       | Kiel    | 9 août 1942       | Arendal | 2 jours   |          |
|       | Oblt. Karl Hause  | 18 août 1942      | Arendal | 24 août 1942      | Bergen  | 7 jours   |          |
| 1     | Oblt. Karl Hause  | 26 août 1942      | Bergen  | 7 octobre 1942    | Brest   | 43 jours  | 31 883   |
| 2     | Kptlt. Karl Hause | 11 novembre 1942  | Brest   | 29 décembre 1942  | Brest   | 49 jours  | 1 350    |
| 3     | Kptlt. Karl Hause | 13 février 1943   | Brest   | 25 février 1943   | Brest   | 13 jours  |          |
| 4     | Kptlt. Karl Hause | 20 mai 1943       | Brest   | 16 juillet 1943   | Lorient | 4 jours   |          |
|       | Kptlt. Karl Hause | 23 septembre 1943 | Lorient | 24 septembre 1943 | Brest   | 12 jours  |          |
| 5     | Kptlt. Karl Hause | 11 octobre 1943   | Brest   | 19 novembre 1943  | Coulé   | 28 jours  |          |
| Total | Total             | Total             | Total   | Total             | Total   | 213 jours | 33 233 t |

Note : Oblt. = Oberleutnant zur See - Kptlt. = Kapitänleutnant 

### Opérations Wolfpack
L'U-211 a opéré avec les Wolfpacks (meute de loups) durant sa carrière opérationnelle:
1. Vorwärts (3 septembre 1942 - 26 septembre 1942)
2. Panzer (27 novembre 1942 - 11 décembre 1942)
3. Raufbold (11 décembre 1942 - 21 décembre 1942)
4. Trutz (1er juin 1943 - 16 juin 1943)
5. Trutz 3 (16 juin 1943 - 29 juin 1943)
6. Geier 2 (30 juin 1943 - 10 juillet 1943)
7. Schill (25 octobre 1943 - 16 novembre 1943)
8. Schill 1 (16 novembre 1943 - 19 novembre 1943)

## Navires coulés
L'Unterseeboot 211 a coulé 1 navire de guerre 1 350 tonnes et a endommagé 3 navires marchands de 31 883 tonneaux au cours des 5 patrouilles (213 jours en mer) qu'il effectua.
| Date              | Navire            | Pavillon    | Tonnage | Convoi | Fait      |
| ----------------- | ----------------- | ----------- | ------- | ------ | --------- |
| 12 septembre 1942 | Empire Moonbeam   | Royaume-Uni | 6 849   | ON-127 | Endommagé |
| 12 septembre 1942 | Hektoria          | Royaume-Uni | 13 797  | ON-127 | Endommagé |
| 23 septembre 1942 | Esso Williamsburg | USA         | 11 237  |        | Endommagé |
| 17 décembre 1943  | HMS Firedrake     | Royaume-Uni | 1 350   | ON-153 | Coulé     |

### Référence
1. ↑  (en) « Ships hit by U-211 - U-boat Successes - German U-boats - uboat.net », sur uboat.net (consulté le 27 septembre 2021).

### Source
- (en) Cet article est partiellement ou en totalité issu de l’article de Wikipédia en anglais intitulé « German submarine U-211 » (voir la liste des auteurs).